# Андроники (Черниговская область)
Андроники (укр. Андроники) — село в Корюковском районе Черниговской области Украины. Население 33 человека. Занимает площадь 0,246 км².
Код КОАТУУ: 7422485502. Почтовый индекс: 15314. Телефонный код: +380 4657.

## Власть
Орган местного самоуправления — Наумовский сельский совет. Почтовый адрес: 15314, Черниговская обл., Корюковский р-н, с. Наумовка, ул. Шевченко, 91.

## Достопримечательности
- С 80-х годов XVII века по конец 80-х годов XVIII века на территории современного села существовал Бречицкий Андроников монастырь.